# جعبه‌ماهی مشبک
جعبه‌ماهی مشبک (نام علمی: Ostracion solorensis) نام یک گونه از سرده صندوق‌ماهی‌ها است.